# Liste öffentlicher Bücherschränke im Landkreis Biberach
In der Liste öffentlicher Bücherschränke im Landkreis Biberach sind öffentliche Bücherschränke für Orte, die zum Landkreis Biberach in Baden-Württemberg gehören, aufgeführt. Sie ist primär nach Orten sortiert, unabhängig davon, ob es sich um Ortsteile, Gemeinden oder Städte handelt. Der Artikel ist Teil der übergeordneten Liste öffentlicher Bücherschränke in Baden-Württemberg. Ein öffentlicher Bücherschrank ist ein Schrank oder schrankähnlicher Aufbewahrungsort mit Büchern, der dazu dient, Bücher kostenlos, anonym und ohne jegliche Formalitäten zum Tausch oder zur Mitnahme anzubieten. Die Liste erhebt keinen Anspruch auf Vollständigkeit.

## Öffentliche Bücherschränke im Landkreis Biberach
Derzeit sind im Landkreis Biberach 5 öffentliche Bücherschränke erfasst (Stand: 26. August 2022):
| Bild | Ausführung   | Ort                                       | Seit          | Anmerkung | Geokoordinaten         |
| ---- | ------------ | ----------------------------------------- | ------------- | --- | ---------------------- |
|      | Bücherregal  | Bad Schussenried                          | 2021          | Bücherregal im Eingangsbereich des Zellersee-Freibades | ⊙ Zellerseeweg 15      |
|      | Bücherregal  | Berkheim                                  |               | Bücherregal Berkheim, gegenüber vom Gasthaus Krone | ⊙ Hauptstraße          |
|      | Bücherregal  | Biberach an der Riß, Stadtteil Mettenberg |               | Bücherregal Biberach an der Riß | ⊙ Klotzholzäcker 11    |
|      | Bücherregal  | Laupheim                                  | 2016          | Offenes Bücherregal seit Juni 2017 im REWE-Markt an der Biberacher Straße. Stand zuvor ab Oktober 2016 im Markt der Einzelhandelskette Kaufland, bis dieser 2017 umgebaut wurde.                     | ⊙ Biberacher Straße 11 |
|      | Telefonzelle | Laupheim                                  | 18. März 2021 | Bücherregal namens Bücherturm in einer ehemaligen Telefonzelle bei der kleinen Grünanlage an der Kreuzung von Aststraße und Mittelstraße                                                             | ⊙ Aststraße 5          |
|      | Bücherregal  | Mietingen                                 | 6. Nov. 2024  | Regal (namens 31 books) als kleines Häuschen mit beerenfarbenen Türchen direkt am Zaun, in einer kleinen Sackgasse. Keine Wendemöglichkeit, daher gerne vor der Einmündung parken und die 20 m gehen | ⊙ Lange Grube 31       |

## Statistik
Zu einem Vergleich mit den anderen Land- und Stadtkreisen Baden-Württembergs sowie zum Landesdurchschnitt siehe die Statistik öffentlicher Bücherschränke in Baden-Württemberg.